# Кечмания 31
КечМания 31 (на английски: WrestleMania 31) е турнир на Световната федерация по кеч.
Турнирът е pay-per-view и ще се провежда на 29 март 2015 г. на „Levi's Stadium“.
КечМания 31 ще включва професионални кеч мачове, включващи различни кечисти от предварително съществуващи сценарист вражди, и сюжетни линии, които играят върху

## Резултати
| №                                                                                     | Резултати | Правила                                                                 | Време |
| ------------------------------------------------------------------------------------- | --- | ----------------------------------------------------------------------- | ----- |
| 1П                                                                                    | Тайсън Кид и Сезаро (ш) (с Наталия) победиха Лос Матадорес (Диего и Фернандо) (с Ел Торито), Новия ден (Големия И и Кофи Кингстън) (с Ксавиер Уудс) и Братя Усо (Джей Усо и Джими Усо) | Фатална четворка отборен мач за Отборните титли                         | 9:58  |
| 2П                                                                                    | Грамадата спечели чрез последно елиминирайки Деймиън Миздау | 30-мъже за Трофея в памет на Андре Гиганта Кралска Битка                | 18:07 |
| 3                                                                                     | Даниел Брайън победи Лошата Новина Барет (ш), Дийн Амброуз, Долф Зиглър, Люк Харпър, Ар Труф и Звезден прах                                                                            | Мач с стълби за Интерконтиненталната титла                              | 13:47 |
| 4                                                                                     | Ренди Ортън победи Сет Ролинс (с Джейми Нобъл и Джоуи Меркюри) | Индивидуален мач                                                        | 13:15 |
| 5                                                                                     | Трите Хикса победи Стинг | Мач без дисквалификации                                                 | 18:36 |
| 6                                                                                     | Ей Джей Лий и Пейдж победиха Близначките Бела (Бри Бела и Ники Бела) чрез предаване | Отборен мач                                                             | 6:42  |
| 7                                                                                     | Джон Сина победи Русев (ш) | Индивидуален мач за Титлата на Съединените Щати                         | 14:31 |
| 8                                                                                     | Гробаря победи Брей Уайът | Индивидуален мач                                                        | 15:12 |
| 9                                                                                     | Сет Ролинс победи Брок Леснар (ш) (с Пол Хеймън) и Роман Рейнс | Тройна заплаха мач за Световната титла в тежка категария на Федерацията | 16:43 |
| - (ш) – указва шампиона/шампионите в мача - П – показва, че мача се случи преди шоуто | |                                                                         |       |